# Chitra chitra
Chitra chitra är en sköldpaddsart som beskrevs av Nutphand 1986. Chitra chitra ingår i släktet Chitra och familjen lädersköldpaddor. IUCN kategoriserar arten globalt som akut hotad.
Arten förekommer i klara floder med sandiga bottnar i Thailand. Den hade tidigare en större utbredning. Enligt en annan källa finns sköldpaddan även i norra Malaysia på Malackahalvön.

## Underarter
Arten delas in i följande underarter:
- C. c. javanensis
- C. c. chitra